# Conualevia mizuna
Conualevia mizuna is een slakkensoort uit de familie van de Dorididae. De wetenschappelijke naam van de soort werd voor het eerst geldig gepubliceerd in 1967 door Marcus & Marcus.